# Orione (costellazione)
Orione o il Cacciatore (in latino Orion, dal greco ᾿Ωρίων, Oríon) è un'importante costellazione, forse la più conosciuta del cielo, grazie alle sue stelle brillanti e alla sua posizione vicino all'equatore celeste, che la rende visibile dalla maggior parte del pianeta.
La costellazione conta circa 130 stelle visibili a occhio nudo ed è identificabile dall'allineamento di tre stelle che formano la Cintura di Orione, incorniciate da un rettangolo di quattro stelle più luminose; le tre stelle della Cintura sono chiamate in diversi modi a seconda della tradizione: i Tre Re,  i Re Magi (secondo una tradizione contadina dell'Italia centro-settentrionale), il rastrello, i tre mercanti, i bastoni. La sagoma dell'eroe è invece delineata da nove stelle.
Orione si trova accanto al fiume Eridano, con i suoi due cani da caccia Cane Maggiore e Cane Minore, mentre sta combattendo contro il Toro. Anche un'altra sua preda, la Lepre, si trova vicino.

## Delimitazione
Orione è delimitata dal Toro a nordovest, da Eridano a sudovest, dalla Lepre a sud, dall'Unicorno a est e dai Gemelli a nordest. La sua estensione di 594 gradi quadrati la pone al 26º tra le 88 costellazioni in termini di dimensioni. 
I confini della costellazione furono definiti nel 1930 dall'astronomo belga Eugène Delporte e formano un poligono di 26 lati. Nel sistema di coordinate equatoriali, l'ascensione retta è compresa tra le coordinate 04h 43.3m : e 06h 25.5m :, mentre la declinazione è compresa tra 22,87º e -10,97º.
L'abbreviazione ufficiale della costellazione nel sistema a tre lettere adottato dall'Unione Astronomica Internazionale nel 1922 è "Ori".

## Caratteristiche

Orione. La sua figura è spesso utilizzata per localizzare altre stelle

La costellazione di Orione è una delle più semplici da riconoscere e da osservare e contiene un gran numero di stelle luminose, al punto che è perfettamente visibile senza difficoltà, nelle sere adatte, anche dal centro di una grande città. La sua forma ricorda molto quella di una clessidra e la sua caratteristica più rilevante, oltre al grande rettangolo verticale di stelle luminose, è l'allineamento di tre stelle di quasi pari luminosità poste al centro della figura, un segno che prende il nome di Cintura di Orione e che è ben impresso nell'immaginario collettivo di tutti i popoli della Terra. La parte nordoccidentale di Orione confina col Toro e mostra un arco di stelle di terza e quarta magnitudine, che secondo la tradizione rappresenta lo scudo del gigante; questo gruppo costituisce infatti un asterismo noto come Scudo di Orione.
La costellazione di Orione è molto ricca di stelle brillanti e oggetti interessanti. Le stelle principali di Orione sono molto simili come età e caratteristiche fisiche, cosa che suggerisce che abbiano avuto un'origine comune (Betelgeuse è un'eccezione a questa regola). In effetti, l'intera costellazione di Orione è la più vicina zona di formazione stellare, ed è stata a volte considerata per intero un'associazione OB, ossia un gruppo di stelle giovani e blu, estremamente luminose e caldissime.
Orione è molto utile per trovare altre stelle. Estendendo la linea della Cintura verso sudest, si può trovare Sirio (α Canis Majoris); verso nordovest, Aldebaran (α Tauri). Una linea verso est che attraversa le due spalle indica la direzione di Procione (α Canis Minoris). Una linea da Rigel verso Betelgeuse punta a Castore e Polluce, α e β Geminorum.
Il periodo più propizio per la sua osservazione nel cielo serale va da novembre a maggio; trovandosi esattamente a cavallo dell'equatore celeste, la sua visibilità è ottimale per tutti i popoli della Terra.

### Stelle principali
- Rigel (β Orionis) è la stella più luminosa della costellazione (magnitudine 0,2). Il suo nome deriva da un'espressione araba e significa "il piede sinistro di Colui che è Centrale". Situata all'altezza del ginocchio sinistro, è una supergigante blu estremamente calda e luminosa. Ha tre compagne, molto difficili da vedere.
- Betelgeuse (α Orionis), di magnitudine 0,5, è una supergigante rossa di notevoli dimensioni; se fosse messa al posto del Sole, i suoi strati più esterni ingloberebbero l'orbita del pianeta Giove. Il titolo di stella α le è stato dato in errore, perché Rigel è in realtà più luminosa. Si tratta di una binaria spettroscopica con un periodo di 2,08 anni. Rappresenta uno dei vertici del Triangolo Invernale. La principale è una variabile semiregolare di tipo SRC.
- Bellatrix (γ Orionis), di magnitudine 1,7: «la donna guerriera» forma la sua spalla sinistra.
- δ Orionis, ε Orionis e ζ Orionis (Mintaka, Alnilam e Alnitak) compongono l'asterismo chiamato Cintura di Orione. Queste tre stelle brillanti messe in fila sono sufficienti per identificare la costellazione.
- κ Orionis (Saiph) è una stella azzurra di magnitudine 2,0: si trova all'altezza del ginocchio destro di Orione.
- λ Orionis (Meissa) rappresenta la testa di Orione; si trova in direzione di un'associazione stellare nota come Cr 69.

### Stelle doppie
Orione possiede moltissime stelle doppie e multiple luminose e in certi casi pure facili da risolvere anche con piccoli strumenti.
- La coppia più facile da risolvere si trova poco a sudest di Bellatrix ed è la 32 Orionis; è composta da due componenti di quarta magnitudine una azzurra e l'altra gialla, separate da oltre 2 primi d'arco, risolvibili con facilità anche con un piccolo binocolo. La componente giallastra, che apparentemente sembra la più luminosa, è in realtà costituita da due astri di quinta magnitudine estremamente vicini fra loro e non risolvibili con piccoli strumenti.
- Il Trapezio è formato da un gruppo di stelle che vanno tutte sotto la sigla θ Orionis; in realtà si tratta di due stelle principali, θ1 Orionis e θ2 Orionis, che a loro volta sono multiple; in particolare la θ2 ha una compagna a quasi 1 primo d'arco.
- σ Orionis è un sistema a cinque stelle, alcune delle quali risolvibili anche con piccoli strumenti; possiede due componenti strettissime e irrisolvibili con strumenti amatoriali tradizionali, mentre la componente più esterna, di sesta grandezza, è possibile risolverla con un piccolo telescopio. Altre due componenti, una di sesta e una di ottava, sono osservabili con un telescopio di media grandezza.
- Mintaka è la più settentrionale delle stelle della Cintura; un potente binocolo è sufficiente per individuare a quasi 1 primo d'arco dalla primaria una stella azzurra di sesta magnitudine.
- 23 Orionis è una stella di quinta magnitudine con una compagna di settima, risolvibile anche con piccoli strumenti.
- Alnitak è una coppia molto stretta; un telescopio con elevati ingrandimenti è in grado di mostrare a pochi secondi d'arco dalla primaria una stella azzurra di quarta magnitudine.
- Rigel ha una compagna di sesta magnitudine a pochi secondi di separazione, pertanto la sua luminosità disturba notevolmente la sua osservazione.

| Principali stelle doppie |                                          |                                          |             |             |                                 |           |
| Nome                     | Coordinate equatoriali all'epoca J2000.0 | Coordinate equatoriali all'epoca J2000.0 | Magnitudine | Magnitudine | Separazione (in secondi d'arco) | Colore    |
| Nome                     | AR                                       | Dec                                      | A           | B           | Separazione (in secondi d'arco) | Colore    |
| Rigel                    | 05h 14m 32s                              | -08° 12′ 06″                             | 0,12        | 6,8         | 9,5                             | azz + azz |
| 23 Orionis               | 05h 22m 50s                              | +03° 32′ 40″                             | 5,0         | 7,17        | 31,9                            | azz + azz |
| η Orionis                | 05h 24m 29s                              | -02° 23′ 50″                             | 3,7         | 5,1         | 1,6                             | azz + azz |
| 32 Orionis A-BC          | 05h 30m 47s                              | +05° 56′ 54″                             | 4,42        | 4,07        | 125                             | azz + g   |
| Mintaka                  | 05h 32m 00s                              | -00° 17′ 57″                             | 2,23        | 6,85        | 51,7                            | azz + azz |
| λ Orionis                | 05h 35m 08s                              | +09° 56′ 03″                             | 3,54        | 5,61        | 4,4                             | azz + azz |
| HD 36959/60              | 05h 35m 02s                              | +06° 00′ 20″                             | 4,78        | 5,67        | 36,2                            | azz + azz |
| θ1 Orionis AB            | 05h 35m 16s                              | -05° 23′ 14″                             | 6,73        | 7,96        | 8,7                             | b + azz   |
| θ1 Orionis AC            | 05h 35m 16s                              | -05° 23′ 14″                             | 6,73        | 5,13        | 12,9                            | b + azz   |
| θ2 Orionis               | 05h 35m 23s                              | -05° 24′ 58″                             | 5,08        | 6,38        | 52,6                            | azz + b   |
| ι Orionis                | 05h 35m 26s                              | -05° 54′ 36″                             | 2,76        | 7,3         | 11,4                            | azz + azz |
| σ Orionis AB-C           | 05h 38m 45s                              | -02° 36′ 00″                             | 3,81        | 8,79        | 11,1                            | azz + b   |
| σ Orionis AB-D           | 05h 38m 45s                              | -02° 36′ 00″                             | 3,81        | 6,62        | 13,9                            | azz + azz |
| σ Orionis AB-E           | 05h 38m 45s                              | -02° 36′ 00″                             | 3,81        | 6,65        | 41,7                            | azz + azz |
| Alnitak AC               | 05h 40m 46s                              | -01° 56′ 33″                             | 2,05        | 4,21        | 2,4                             | azz + azz |

### Stelle variabili
Alcune delle stelle variabili più luminose della costellazione sono ben note e osservabili senza strumenti.
La più famosa è Betelgeuse, una variabile semiregolare pulsante che oscilla con un periodo variabile fra i 150 e i 300 giorni; i suoi massimi picchi di luminosità sono attorno alla magnitudine 0,0, con punte di -0,1 avutesi nell'Ottocento, mentre i minimi si attestano attorno a 1,3, ma con punte minime fino a 1,5 o 1,6. Al ciclo di variazione di 150-300 giorni se ne sovrappone un altro più lungo, dell'ordine dei 2070-2355 giorni. A queste pulsazioni, associate all'instabilità atmosferica della stella, corrisponde pure una notevole variazione delle sue dimensioni.
Mintaka è invece una variabile a eclisse, con periodi di 5,7 giorni ed eclissi primarie molto ridotte, dell'ordine di un decimo di magnitudine similmente varia la η Orionis, sebbene l'escursione di luminosità sia leggermente superiore e il periodo appena più lungo.
La stella FU Orionis è il prototipo di una classe di variabili cataclismiche estremamente giovani, le stelle FU Orionis; se ne conoscono solo poche esemplari, tutte parzialmente avvolte da nubi.
Fra le Mireidi la più luminosa in fase di massima è la U Orionis, che raggiunge la magnitudine 4,8 diventando così ben visibile ad occhio nudo; le altre Mireidi sono molto meno luminose.
Fra le numerose altre semiregolari, quella con la maggiore ampiezza è la BQ Orionis, che oscilla fra la settima e la nona grandezza in circa tre mesi e mezzo; anche la ο1 Orionis mostra delle piccole oscillazioni.
| Principali stelle variabili |                                          |                                          |             |             |                  |                                   |
| Nome                        | Coordinate equatoriali all'epoca J2000.0 | Coordinate equatoriali all'epoca J2000.0 | Magnitudine | Magnitudine | Periodo (giorni) | Tipo                              |
| Nome                        | AR                                       | Dec                                      | Max.        | Min.        | Periodo (giorni) | Tipo                              |
| U Orionis                   | 05h 55m 49s                              | +20° 10′ 31″                             | 4,8         | 13,0        | 360,3            | Mireide                           |
| W Orionis                   | 05h 05m 24s                              | -01° 10′ 39″                             | 5,50        | 7,80        | 212:             | Semiregolare (Stella al carbonio) |
| VV Orionis                  | 05h 33m 31s                              | -01° 09′ 22″                             | 5,31        | 5,66        | 1,4854           | Eclisse (Bin. spettr.)            |
| BL Orionis                  | 06h 25m 28s                              | +14° 43′ 19″                             | 5,71        | 7,24        | -                | Irregolare                        |
| BQ Orionis                  | 05h 57m 07s                              | +22° 50′ 20″                             | 6,95        | 9,20        | 110:             | Semiregolare pulsante             |
| CK Orionis                  | 05h 30m 20s                              | +04° 12′ 17″                             | 5,9         | 7,1         | 120              | Semiregolare                      |
| FU Orionis                  | 05h 45m 22s                              | +09° 04′ 12″                             | 9,4         | 9,7         | -                | Irregolare (Prot. FU Orionis)     |
| KX Orionis                  | 05h 35m 05s                              | +04° 43′ 55″                             | 6,8         | 7,2         | -                | Irregolare                        |
| NU Orionis                  | 06h 07m 34s                              | +14° 46′ 06″                             | 7,4         | 7,6         | -                | Irregolare                        |
| V1031 Orionis               | 05h 47m 27s                              | -10° 31′ 59″                             | 6,02        | 6,43        | 3,4057           | Eclisse                           |
| α Orionis (Betelgeuse)      | 05h 55m 10s                              | +07° 24′ 25″                             | 0,0         | 1,3         | 2355:            | Semiregolare pulsante             |
| δ Orionis (Mintaka)         | 05h 32m 00s                              | -00° 17′ 57″                             | 2,14        | 2,26        | 5,7325           | Eclisse                           |
| ε Orionis (Alnilam)         | 05h 36m 13s                              | -01° 12′ 07″                             | 1,64        | 1,74        | -                | Irregolare                        |
| ω Orionis                   | 05h 39m 11s                              | +04° 07′ 17″                             | 4,40        | 4,59        | -                | Irregolare                        |
| η Orionis                   | 05h 24m 29s                              | -02° 23′ 50″                             | 3,31        | 3,60        | 7,9893           | Eclisse                           |
| ο1 Orionis                  | 04h 52m 32s                              | +14° 15′ 03″                             | 4,65        | 4,88        | 30:              | Semiregolare                      |

## Oggetti del profondo cielo

La Nebulosa di Orione

La costellazione di Orione è famosa per contenere il più noto e studiato complesso nebuloso molecolare del cielo, in cui hanno luogo importanti fenomeni di formazione stellare; esso ospita la gran parte degli oggetti più conosciuti della costellazione.
A sud della Cintura di Orione c'è la sua spada, che consiste delle stelle multiple θ1 e θ2 Orionis, chiamate il Trapezio, e la vicina Nebulosa di Orione (M42). La nebulosa è un oggetto molto brillante, che già ad occhio nudo può essere distinta come di natura ben diversa da una stella. Tuttavia per poterla individuare a volte è opportuno guardare un punto del cielo vicino a dove se ne suppone la presenza per farla "saltare" all'occhio immediatamente. Con un telescopio o meglio ancora un binocolo si possono osservare le sue nubi di gas luminosi, le stelle giovani e le nubi di polvere che la compongono. La nebulosa Nebulosa De Mairan (M43), visibile poco a nord, fa parte di questo insieme.
Poco a sud dell'asterismo della Cintura di Orione, nei pressi di ζ Orionis, si trova una nebulosa oscura, scoperta nel 1655, non visibile ad occhio nudo, la celeberrima Nebulosa Testa di Cavallo (B33); si tratta di un addensamento oscuro che si sovrappone alla linea di vista di una nebulosa chiara, catalogata come IC 434 e situata ad est di σ Orionis.
Oltre a questi oggetti famosi, la costellazione è ricca di piccole nebulose, tra le quali spicca M78, pochi gradi ad est della Cintura. Tutto intorno all'asterismo si estende infine un grandissimo anello di nebulosità, chiamato anello di Barnard e non visibile con piccoli strumenti.
Fra gli ammassi aperti, i più brillanti si trovano lungo la Spada, e sono NGC 1980, a sud della Nebulosa di Orione, e NGC 1981, a nord; in realtà questi due ammassi costituiscono le estremità della Spada stessa. Altri ricchi addensamenti di stelle si osservano presso la Cintura, il cui sfondo è molto ricco di stelle azzurre, e poi a nord nei pressi di λ Orionis, la stella dominante di un ammasso catalogato come Cr 69 e posto al centro della regione nebulosa di Lambda Orionis. Un ammasso più vecchio e meno brillante è NGC 1662, osservabile nella parte più settentrionale dell'asterismo dello Scudo di Orione.
La parte nordorientale di Orione giace sul piano galattico ed è possibile osservare altre regioni di formazione stellare, sebbene si trovino in prevalenza a grandi distanze rispetto al Sole; fra queste spiccano Sh2-252, nota anche come Nebulosa Testa di Scimmia, e la regione di Sh2-254, composta da alcune nubi di gas ionizzato di forma circolare.
| Principali oggetti non stellari |                                          |                                          |                    |             |                                        |                           |
| Nome                            | Coordinate equatoriali all'epoca J2000.0 | Coordinate equatoriali all'epoca J2000.0 | Tipo               | Magnitudine | Dimensioni apparenti (in primi d'arco) | Nome proprio              |
| Nome                            | AR                                       | Dec                                      | Tipo               | Magnitudine | Dimensioni apparenti (in primi d'arco) | Nome proprio              |
| NGC 1662                        | 04h 48m 29s                              | +10° 55′ 49″                             | Ammasso aperto     | 6,4         | 20                                     |                           |
| NGC 1977                        | 05h 35m :                                | -04° 51′ :                               | Nebulosa diffusa   | -           | 40 x 25                                |                           |
| M42                             | 05h 35m :                                | -05° 23′ :                               | Nebulosa + Ammasso | 4,0         | 90 x 60                                | Nebulosa di Orione        |
| NGC 1980                        | 05h 35m 26s                              | -05° 54′ 35″                             | Ammasso aperto     | 2,5:        | 13                                     |                           |
| NGC 1981                        | 05h 35m 10s                              | -04° 25′ 30″                             | Ammasso aperto     | 4,2         | 25                                     |                           |
| M43                             | 05h 35m 31s                              | -05° 16′ 03″                             | Nebulosa diffusa   | 9,0         | 20 x 15                                | Nebulosa De Mairan        |
| Cr 69                           | 05h 35m :                                | +09° 42′ :                               | Ammasso aperto     | 2,8         | 70                                     | Ammasso di Lambda Orionis |
| IC 434                          | 05h 41m 00s                              | -02° 24′ 00″                             | Nebulosa diffusa   | -           | 90 x 30                                |                           |
| B33                             | 05h 40m 59s                              | -02° 27′ 30″                             | Nebulosa oscura    | -           | 8 x 6                                  | Nebulosa Testa di Cavallo |
| NGC 2023                        | 05h 41m 38s                              | -02° 15′ 33″                             | Nebulosa diffusa   | -           | 10 x 8                                 |                           |
| NGC 2024                        | 05h 41m 43s                              | -01° 51′ 23″                             | Nebulosa diffusa   | -           | 30 x 30                                | Nebulosa Fiamma           |
| M78                             | 05h 46m 46s                              | +00° 04′ 45″                             | Nebulosa diffusa   | 8,0         | 8 x 6                                  |                           |
| Sh2-276                         | 05h 48m :                                | +01° :                                   | Nebulosa diffusa   | -           | 600 x 420                              | Anello di Barnard         |
| NGC 2169                        | 06h 08m 24s                              | +13° 57′ 53″                             | Ammasso aperto     | 5,9         | 6                                      |                           |
| NGC 2175                        | 06h 09m 40s                              | +20° 29′ 15″                             | Ammasso + Nebulosa | 6,8         | 40 x 30                                |                           |

## Sistemi planetari
In Orione sono noti alcuni sistemi planetari; il più complesso è quello di HD 38529, che possiede un pianeta gioviano caldo con una massa pari a otto decimi di quella di Giove su un'orbita inferiore a 1 UA di distanza dalla sua stella madre, più un secondo corpo dalla massa oltre 37 volte superiore a quella di Giove, probabilmente una nana bruna, posto a oltre 3 UA di distanza.
| Sistemi planetari |                                          |                                          |             |                      |                              |
| Nome del sistema  | Coordinate equatoriali all'epoca J2000.0 | Coordinate equatoriali all'epoca J2000.0 | Magnitudine | Tipo di stella       | Numero di pianeti confermati |
| Nome del sistema  | AR                                       | Dec                                      | Magnitudine | Tipo di stella       | Numero di pianeti confermati |
| Gliese 179        | 04h 52m 06s                              | +06° 28′ 36″                             | 11,96       | Nana rossa           | 1 (b)                        |
| HD 34445          | 05h 17m 41s                              | +07° 21′ 12″                             | 7,31        | Nana gialla          | 6 (b-c-d-e-f-g)              |
| HD 290327         | 05h 23m 22s                              | -02° 16′ 39″                             | 8,96        | Subgigante gialla    | 1 (b)                        |
| HD 37605          | 05h 40m 02s                              | +06° 03′ 38″                             | 8,69        | Nana arancione       | 1 (b)                        |
| HD 38529          | 05h 46m 35s                              | +01° 10′ 07″                             | 5,94        | Subgigante gialla    | 1 (Ab)                       |
| HD 38677          | 05h 47m 06s                              | -10° 37′ 49″                             | 8,0         | Stella bianco-gialla | 4 (b-c-d-e)                  |

## Storia
Molte antiche civiltà riconobbero la costellazione di Orione nel suo complesso, anche se con immagini diverse.
Gli antichi Sumeri vedevano queste stelle come una pecora. Il nome Betelgeuse significa letteralmente «l'ascella»; nel caso dei Sumeri era l'ascella della pecora.
Nell'antica Cina, Orione era uno dei 28 Xiu (宿) zodiacali. Conosciuta come Shen (參), che significa «tre», era probabilmente chiamata così a causa delle tre stelle nella Cintura di Orione.
Gli Egizi consideravano queste stelle come un tributo al dio dei morti e dell'Oltretomba, Osiride, e secondo un'ipotesi le piramidi di Giza sono state costruite seguendo l'allineamento delle tre stelle della Cintura di Orione.
Nella Bibbia la costellazione sarebbe uno dei tanti luoghi di provenienza degli Elohim, le entità protagoniste dell'intero racconto dell'antico testamento. Ad essere precisi secondo veda, proverrebbero da Mrigashīrsha, dal sanscrito: मृगशिर (mṛgaśiraṣa), traducibile come "testa di antilope", ossia un ammasso stellare collocato sulla spalla destra della costellazione (betelgeuse).
«La cintura e la spada» di Orione sono spesso menzionate nella letteratura antica e moderna, e sono state anche stampate sulle insegne della 27ª divisione della United States Army, l'esercito statunitense.
Un disegno schematico della costellazione, chiamato Costellazione di EURione è stampato sulle banconote Euro.

## Mitologia

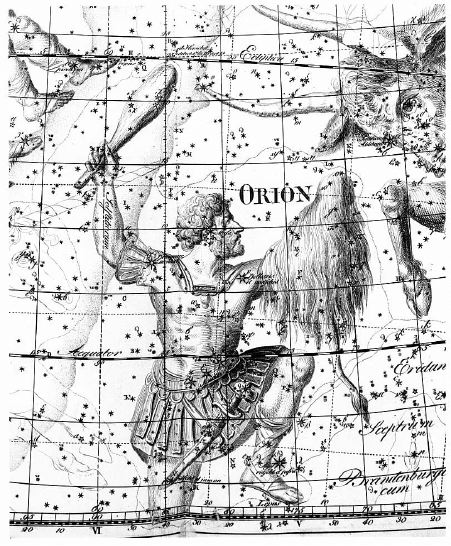
In questa illustrazione, tratta da Uranographia di Johann Bode, Orione solleva il bastone e lo scudo per difendersi dalla carica del Toro sbuffante. La sua spalla destra è segnata dalla stella lucida Betelgeuse, e il suo piede sinistro da Rigel. Tre stelle in fila formano la sua cintura

Orione è la più splendente delle costellazioni, caratteristica che ben si addice a un personaggio che secondo la leggenda fu il più imponente e il più bello degli uomini. La costellazione è messa in risalto dalle stelle brillanti Betelgeuse e Rigel, e ha tre stelle distintamente allineate che formano la cintura di Orione. «Nessun'altra costellazione rappresenta più chiaramente la figura di un uomo», dice Germanico Cesare.
Manilio la chiama «dorato Orione» e «la più potente delle costellazioni», ed esagera la sua brillantezza dicendo che, quando Orione si leva, «la notte simula la luminosità del giorno e ripiega le sue ali scure». Manilio descrive Orione «che allunga le braccia su una vasta estensione di cielo e che si solleva verso le stelle con un passo altrettanto imponente». In effetti, Orione non è una costellazione molto grande, occupa solo il ventiseiesimo posto in quanto a dimensioni (è più piccola, per esempio, di Perseo secondo i confini moderni tra le costellazioni), ma la brillantezza delle sue stelle dà l'impressione che sia molto più grande.
Orione è anche una delle costellazioni più antiche, essendo nota ai primi scrittori greci, quali Omero ed Esiodo. Persino nell'era spaziale Orione rimane uno dei pochi raggruppamenti stellari che i non astronomi riescono a riconoscere.
In cielo Orione è raffigurato che affronta la carica del Toro sbuffante della costellazione confinante, nonostante il mito di Orione non faccia nessun riferimento a un tale combattimento. In ogni caso, la costellazione nacque con i Sumeri, che videro in essa il loro grande eroe Gilgamesh che combatteva contro il Toro del Cielo. Il nome sumero di Orione era URU AN-NA, che significa luce del cielo. Il Toro era GUD AN-NA, toro del cielo.
Gilgamesh era l'equivalente sumero di Eracle, il che ci porta a un altro rompicapo. Essendo il più grande eroe della mitologia greca, Eracle merita una costellazione della brillantezza di questa, ma in realtà gli è assegnata una zona di cielo molto più scura. È possibile, allora, che Orione in realtà altro non sia che Eracle sotto mentite spoglie? Potrebbe essere, se si pensa che una delle fatiche di Eracle fu quella di catturare il toro di Creta e che in cielo è raffigurato un combattimento tra Orione e il Toro. Tolomeo lo descrisse con un bastone e una pelle di leone, entrambi noti attributi di Eracle, e così è rappresentato nelle vecchie carte astrali. Ma, nonostante queste circostanze, nessun mitologo accenna a una possibile connessione fra questa costellazione ed Eracle.
Secondo il mito, Orione era figlio di Poseidone, il dio del mare, ed Euriale, figlia del re Minosse di Creta. Poseidone diede a Orione il potere di camminare sull'acqua. Omero nell'Odissea descrive Orione come un gigantesco cacciatore, armato di un bastone indistruttibile di duro bronzo. In cielo i cani del cacciatore (le costellazioni del Cane Maggiore e del Cane Minore) lo seguono dappresso, all'inseguimento della Lepre.

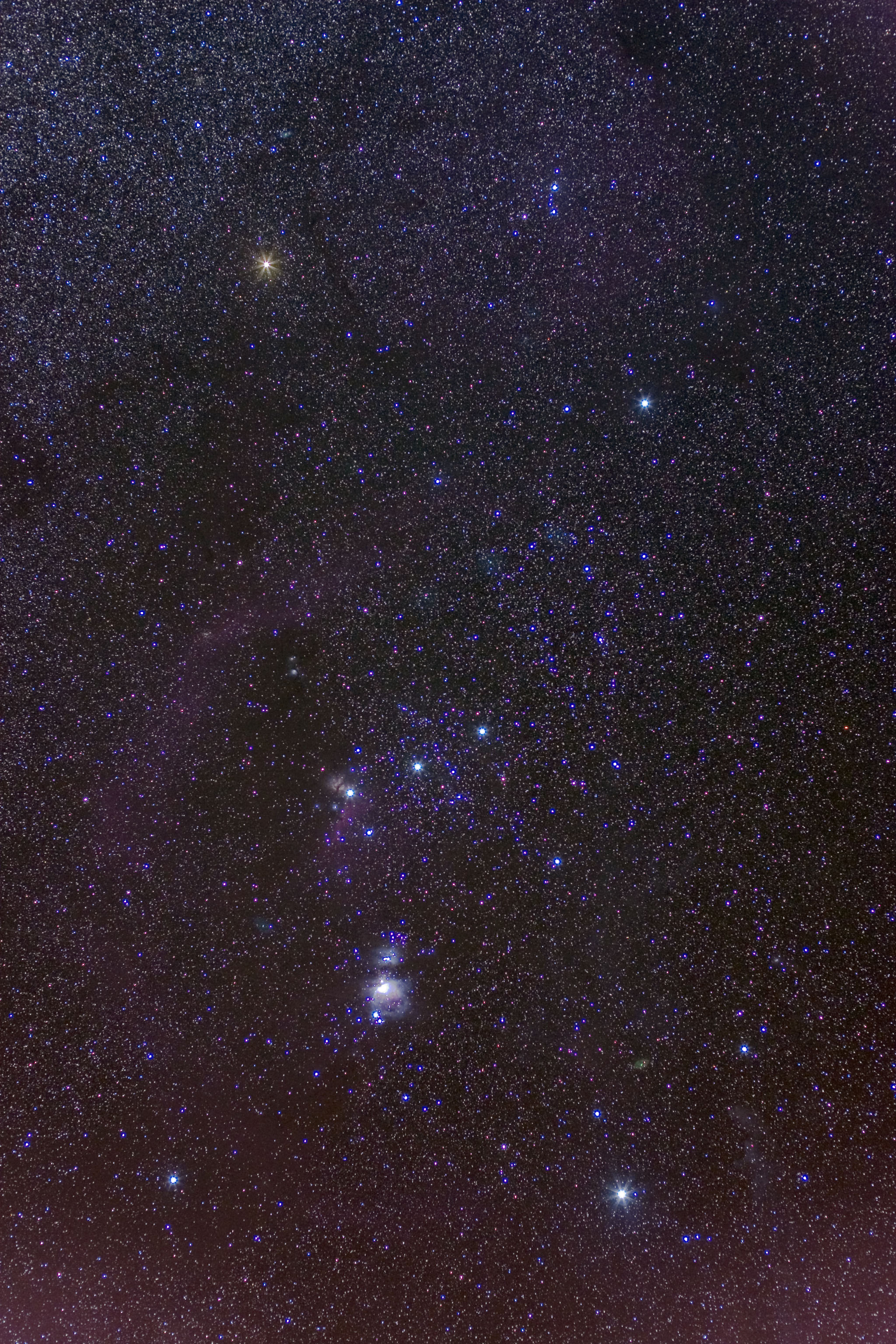
La costellazione di Orione nella sua interezza

Sull'isola di Chio, Orione corteggiò Merope, figlia del Re Enopione, apparentemente senza successo, dato che una notte, reso spavaldo dal vino, cercò di violentarla. Per punirlo, Enopione lo fece accecare e lo bandì dall'isola. Orione si diresse a nord verso l'isola di Lemno dove Efesto aveva la sua fucina. Efesto s'impietosì alla vista di Orione cieco e gli offrì come compagno e guida uno dei suoi assistenti, Cedalione. Con il giovane sulle spalle, Orione si diresse a est verso il punto in cui sorgeva il sole, dove, a detta di un Oracolo, gli sarebbe stata restituita la vista. E infatti quando all'alba i raggi prodigiosi del Sole caddero su quegli occhi spenti, Orione miracolosamente ebbe resa la vista.
In un mito celeste Orione è legato all'ammasso stellare delle Pleiadi del Toro. Le Pleiadi erano sette sorelle, figlie di Atlante e Pleione. La storia che si racconta solitamente dice che Orione s'innamorò delle Pleiadi e le perseguitò con intenti amorosi. Ma secondo Igino, chi lui veramente voleva in realtà era la loro madre Pleione. Zeus agguantò tutto il gruppo e lo sistemò fra le stelle, dove Orione continua a incalzarlo ogni notte.
Ci sono numerose e conflittuali storie sulla morte di Orione. Mitografi astronomi come Arato di Soli, Eratostene e Igino concordarono che vi fu implicato uno scorpione. Una versione, quella raccontata sia da Eratostene che da Igino, sostiene che Orione si vantasse di essere il più abile dei cacciatori. Egli disse ad Artemide, la dea della caccia, e alla madre di lei, Latona, che poteva uccidere qualsiasi bestia sulla Terra. La Terra fremette d'indignazione e da una spaccatura del terreno fece uscire uno scorpione che punse a morte il gigante presuntuoso. Arato, invece, dice che Orione tentò di rapire la vergine Artemide e che fu lei a causare la spaccatura della Terra dalla quale uscì lo scorpione. Ovidio ha ancora un'altra versione: dice che Orione fu ucciso nel tentativo di salvare Latona dallo scorpione. Anche la dislocazione è diversa. Eratostene e Igino dicono che la morte avvenne a Creta, ma Arato la fa accadere a Chio.
In entrambe le versioni il risultato fu che Orione e lo scorpione (la costellazione dello Scorpione) furono sistemati su lati opposti del cielo, in modo che mentre lo Scorpione sorge a est, Orione fugge sotto l'orizzonte a ovest. «L'infelice Orione teme ancora di essere ferito dal pungiglione velenoso dello scorpione», notò Germanico Cesare.
Una storia molto diversa, anche questa raccontata da Igino, è quella che Artemide amava Orione e stava seriamente prendendo in considerazione la possibilità di rinunciare al voto di castità per sposarlo. Essendo i più grandi cacciatori maschio e femmina, avrebbero formato una coppia formidabile. Ma ad Apollo, il fratello gemello di Artemide, l'accoppiamento non piacque. Un giorno, mentre Orione nuotava, Apollo finse di voler mettere alla prova l'abilità di Artemide al tiro con l'arco e la sfidò a colpire un piccolo oggetto nero che ballonzolava fra le onde. Artemide lo trafisse al primo colpo e rimase inorridita nello scoprire che aveva ucciso Orione. Affranta, lo pose fra le costellazioni.

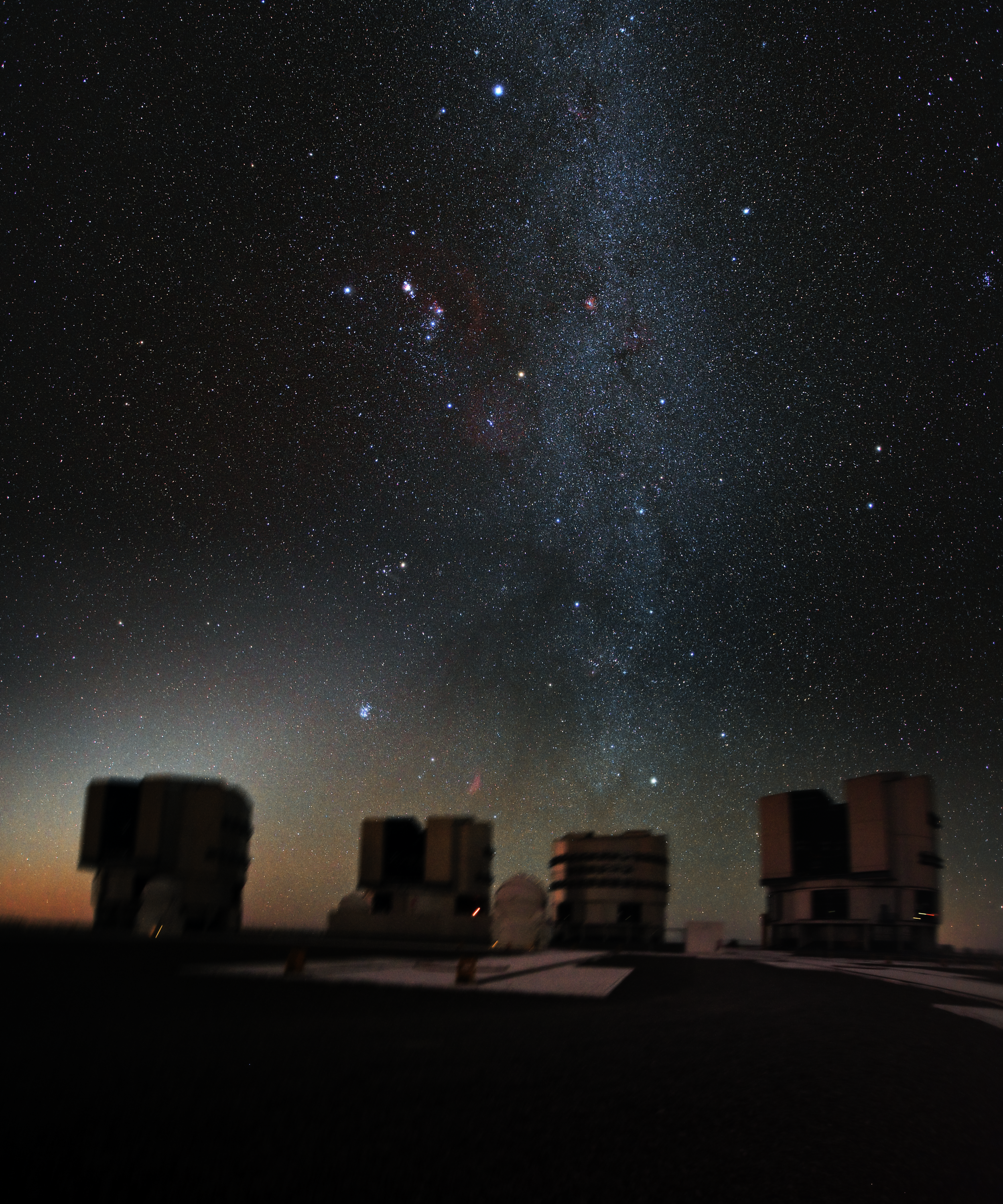
Orione ripreso dalla sede del Very Large Telescope, nell'emisfero australe

C'è una storia strana e persistente a proposito della nascita di Orione, che spiega la versione più antica del suo nome, Urione (ancora più vicina all'originale sumero URU AN-NA). Secondo questa storia a Tebe viveva un vecchio agricoltore di nome Irieo. Un giorno egli offrì ospitalità a tre stranieri di passaggio che, guarda caso, erano gli dei Zeus, Poseidone ed Ermes. Dopo che ebbero mangiato, i visitatori gli chiesero se ci fosse qualcosa che desiderasse. Il vecchio confessò che gli sarebbe piaciuto avere un figlio e i tre dèi gli promisero di appagare il suo desiderio. Si misero tutti e tre in piedi davanti alla pelle del bue che avevano appena consumato e vi urinarono sopra, poi dissero a Irieo di seppellirla. Da quella, a tempo debito, nacque un bambino che Irieo chiamò Urione dato il modo in cui era stato concepito.

### I nomi delle stelle principali
Orione è una delle poche costellazioni in cui la stella Alfa non è la più brillante. La stella più brillante di Orione è infatti Beta di Orione, chiamata Rigel dall'arabo rijl che significa «piede», dato che Tolomeo la descrisse come quella che segnava il punto del piede sinistro di Orione. Rigel è una stella supergigante brillante blu-bianca.
Alfa di Orione si chiama Betelgeuse, uno dei nomi di stelle più famoso ma frainteso. Viene dall'arabo yad al-jauza, spesso erroneamente tradotto come «ascella di quello centrale». In effetti significa «mano di al-jauza». Chi (o cosa) era al-jauza? È il nome che gli Arabi diedero alla figura della costellazione che essi vedevano in questa zona, probabilmente una figura femminile che includeva le stelle sia di Orione che dei Gemelli. La parola al-jauza apparentemente viene dall'arabo jwz che significa «mezzo», quindi la migliore traduzione che i commentatori moderni possono offrire è che al-jauza significhi qualcosa di simile a «quella femmina in mezzo». Il riferimento al «mezzo» può avere a che fare con il fatto che la costellazione si trovi a cavallo dell'equatore celeste. Da come la descrisse Tolomeo nel suo Almagesto, Betelgeuse rappresenta la spalla destra di Orione. I Greci non diedero un nome né a Rigel né a Betelgeuse, cosa che sorprende data la brillantezza delle due stelle. Betelgeuse è una stella rossa supergigante, il cui diametro supera di parecchie centinaia di volte quello del Sole, così grande che si espande e si contrae, cambiando leggermente di brillantezza in questo procedimento.
La spalla sinistra di Orione è segnata da Gamma di Orione, nota come Bellatrix, un nome latino che significa «la guerriera». La stella che segna il ginocchio destro del cacciatore, Kappa di Orione, si chiama Saiph. Questo nome viene dall'arabo «spada» e chiaramente è attribuito erroneamente. Le tre stelle che formano la cintura - Zeta, Epsilon e Delta di Orione - si chiamano Alnitak, Alnilam e Mintaka. Sia Alnitak che Mintaka vengono dalla parola araba che significa «cintura» o «guaina». Alnilam viene sempre dall'arabo e significa il «filo di perle», un altro riferimento alla cintura di Orione.